# Капустин, Владимир Александрович
Владимир Александрович Капустин — заместитель генерального директора НИИ приборостроения имени В. В. Тихомирова, лауреат Государственной премии СССР.

## Биография
Родился 13 марта 1945 года в г. Находка Приморского края.
Обучаясь в школе рабочей молодежи, работал радиомонтажником.
Окончил Рязанский радиотехнический институт (с отличием) и очную аспирантуру Московского авиационного института по специальности «радиолокация и радионавигация» (1972).
С 1972 г. — в КБ приборостроения, позже реорганизованного в НИИ приборостроения имени В. В. Тихомирова (г. Жуковский): ведущий инженер, начальник лаборатории, начальник отдела — зам. главного конструктора. В 1991 −2003 гг. первый зам. главного конструктора ЗРК «Бук». С 2003 г. — заместитель генерального директора ОАО «НИИП» по внешнеэкономическим и корпоративным вопросам.
Занимался разработкой радиолокационной аппаратуры, принимал участие в создании БРЛС «Заслон» для МиГ-31, РЛС для «Изделия 171», в модернизации ЗРК «Куб». В качестве первого заместителя главного конструктора был одним из руководителей разработки ЗРК серии «Бук» («Бук-М2», «Бук-М1-2», «Бук-М2-1» и «Бук-М3»).
Под его руководством разработаны системы цифровой селекции движущихся целей и распознавания классов целей.
Автор более 100 научных работ, обладатель 60 патентов и свидетельств на изобретения. Доктор технических наук, лауреат Государственной премии СССР (1990), премии Ленинского комсомола (1978) и премии имени В. В. Тихомирова (2003). Почётный машиностроитель. Награждён орденами «За заслуги перед Отечеством» IV степени (2001) и «Знак Почёта» (1985).